# Bitnix
Bitnix – polski zespół producencki muzyki hip-hopowej. Powstał w 2003 roku z inicjatywy Jana Porębskiego i Tomasza Twardowskiego. Od początku działalności formacja była związana z raperem Eldo. Efektem tejże współpracy był wydany w 2006 roku album zatytułowany Człowiek, który chciał ukraść alfabet. Materiał uplasował się na 13. miejscu polskiej listy przebojów OLiS. Wcześniej formacja wyprodukowała m.in. trzy utwory na minialbum zespołu Grammatik pt. Reaktywacja.
Po 2006 roku duet zaprzestała działalności. Tomasz Twardowski podjął solową działalność artystyczną. Wydał dwa minialbumy A Soundtrack To Growing Up EP (2012) i Terms Of Endearment (2013). Z kolei Jan Porębski podjął współpracę z zespołem Club Collab.

## Dyskografia
| Tytuł                                             | Dane dot. albumu                                  | Pozycja na liście |
| Tytuł                                             | Dane dot. albumu                                  | POL               |
| ------------------------------------------------- | ------------------------------------------------- | ----------------- |
| Człowiek, który chciał ukraść alfabet (oraz Eldo) | - Data: 19 maja 2006 - Wydawca: Frontline Records | 13                |